# Triệu Châu
Triệu Châu (chữ Hán giản thể: 肇州县, âm Hán Việt: Triệu Châu huyện) là một huyện thuộc địa cấp thị Đại Khánh, tỉnh Hắc Long Giang, Cộng hòa Nhân dân Trung Hoa. Đây là nơi Kim Thái Tổ Hoàn Nhan A Cốt Đả đánh bại quân Liêu, thành lập nên cơ sở của nước Kim.
Huyện Triệu Châu có diện tích 2445 km², dân số 440.000 người. Mã số bưu chính của huyện Triệu Châu là 166400. Chính quyền nhân dân huyện Triệu Châu đóng tại trấn Triệu Châu. Huyện này được chia thành 6 trấn, 6 hương, 2 trường (场). 
- Trấn: Triệu Châu, Phong Lạc, Vĩnh Lạc, Nhị Tỉnh, Hưng Thành, Triều Dương Câu.
- Hương: Thác Cổ, Triều Dương, Tân Phúc, Song Phát, Vĩnh Thắng, Du Thụ.
- Trường: Lạc Viên Lương Chủng, Vệ Tinh Chủng Súc